# Drgawki
Drgawki, konwulsje (łac. convulsiones) – mimowolne skurcze mięśni, które występują w niektórych chorobach takich jak: padaczka, tężec czy też cukrzyca. Występują także przy wysokiej gorączce powyżej 40 °C.

## Napady drgawkowe
Napady drgawkowe są wieloprzyczynowym zespołem chorobowym. Polegają na występowaniu napadów będących wynikiem powstania w mózgu ognisk neuronów o nieprawidłowej budowie lub zaburzonym przewodnictwie.
Początek napadu jest zwykle nagły i wywołany zaburzeniami ośrodkowego układu nerwowego. W czasie konwulsji chory jest zazwyczaj nieprzytomny, czasami występują przerwy w oddychaniu, zdarzają się wymioty. Chociaż obecność drgawek wygląda groźnie, to samoistne drgawki stosunkowo rzadko zagrażają życiu. Poważne ryzyko wiąże się z możliwością powstania niedrożności dróg oddechowych i doznania przez chorego urazu podczas napadu. Czas trwania drgawek może być różny – zazwyczaj nie przekracza 5 minut.
Istnieje wiele przyczyn drgawek. Należy pamiętać, że czasami przyczyna może nie być uchwytna. W tej sytuacji nie należy tracić czasu na rozważanie etiologii drgawek.
Najczęstsze przyczyny drgawek:
1. Przewlekłe schorzenia neurologiczne np. padaczka.
2. Wysoka gorączka (zwłaszcza u małych dzieci).
3. Zatrucia (włączając w to alkohol).
4. Zaburzenia metaboliczne (np. hipoglikemia, zaburzenia elektrolitowe).
5. Urazy czaszkowo-mózgowe.
6. Niedotlenienie ośrodkowego układu nerwowego.
7. Guzy mózgu.
8. Powikłania ciąży (np. rzucawka).

Bezpośrednio po wystąpieniu drgawek chory może być nieprzytomny, gdy odzyska przytomność jest zwykle wyczerpany i zapada w sen.
Do zadań ratownika należy:
1. Ocena miejsca zdarzenia pod względem bezpieczeństwa.
2. Usunięcie przedmiotów, które mogą spowodować uraz u chorego (ochrona pacjenta przed samouszkodzeniem).
3. Zabezpieczenie podstawowych funkcji życiowych i tlenoterapia.
4. Przeprowadzenie wywiadu, jeśli to możliwe.
5. Stałe utrzymywanie drożności dróg oddechowych.

W czasie trwania napadu, należy ochraniać głowę pacjenta przed urazami, w razie wymiotów odwrócić pacjenta na bok (lub w miarę możliwości odessać treść z jamy ustnej). Przeciwwskazane jest wkładania jakichkolwiek przedmiotów do jamy ustnej (poza służącymi do utrzymania drożności dróg oddechowych np. rurka ustno-gardłowa). Chory podczas napadu może oddawać mocz i stolec. Należy sobie zdawać sprawę, że przedłużający się napad powyżej 2–3 minut może prowadzić do znacznego niedotlenienia OUN.
Własne spostrzeżenia należy przekazać personelowi służb ratunkowych.

## Postępowanie ratunkowe przedszpitalne u dzieci
Postępowanie ratunkowe przedszpitalne dzieci z drgawkami obejmuje:
- zebranie wywiadu;
- ocenę stanu;
- zapewnienie wydolności krążeniowo oddechowej;
- zabezpieczanie przed urazami;
- wstępne ustalenie przyczyn;
- przerwanie napadu;
- ogólne badanie neurologiczne;
- transport do specjalistycznego ośrodka

Zebranie wywiadu polega na ustaleniu: wieku, płci, czasu trwania napadu, występowanie innych objawów, historii medycznej (wcześniejsze napady, przyjmowane leki, infekcje, gorączka, spożycie trucizn). 
Ocena stanu polega na określeniu reaktywności, wydolności układu krążenia (tętno, ciśnienie tętnicze, EKG, pulsoksymetria, objawy wstrząsu) oraz wydolność układu oddechowego (drożność, częstość i głębokość).
Zapewnienie wydolności krążeniowo oddechowej polega na przeprowadzeniu w miarę konieczności resuscytacji krążeniowo-oddechowej.
Zabezpieczanie przed urazami polega na usunięciu niebezpiecznych przedmiotów, ułożeniu pacjenta w pozycji bezpiecznej ustalonej.
Przyczyną drgawek u dzieci mogą być padaczka, zaburzenia metaboliczne lub napady afektywnego bezdechu.
Zespół ratownictwa medycznego może podać jako lek pierwszego rzutu diazepam
- dożylnie lub do jamy szpikowej – dawka 0,1 -0,3 mg/kg masy ciała – działa po 1-2 minutach
- doodbytniczo 0,5 mg/kg masy ciała a w razie konieczności w kolejnych dawkach 0,25 mg/kg masy ciała – działa po 5 minutach

Ewentualnie zespół ratownictwa medycznego może stosować midazolam
- domięśniowo 0,2 mg/kg masy ciała – działa po 5 minutach[2]

W przypadku drgawek gorączkowych fizycznie ochładza się powierzchnie ciała (lód, zimne okłady), farmakologiczne (paracetamol doodbytniczo, pyralgina dożylnie lub doodbytniczo). 
W przypadku drgawek metabolicznych i genetycznych zalecane są diazepam i midazolam a następnie szczegółowa diagnostyka w szpitalu.
W przypadku napadu afektywnego zalecane są diazepam i midazolam, leki uspokajające oraz zapewnienie właściwej wentylacji.
Po ustabilizowaniu należy przeprowadzić badanie pod kątem:
- neurologicznym w tym zaburzenia świadomości i napięcia mięśniowego,
- wydolności krążeniowo oddechowej
- obrażeń

Transport do specjalistycznego ośrodka powinien być powiadomiony docelowy lekarz izby przyjęć wraz z przekazaniem informacji z wywiadu i leczenia oraz szacowanym czasem transportu. Wskazane jest stosowanie karetki specjalistycznej wyposażoną w sprzęt umożliwiający prowadzenie resuscytacji.

## Klasyfikacja ICD10
| kod ICD10     | nazwa choroby                                                             |
| ------------- | ------------------------------------------------------------------------- |
| ICD-10: G25   | Inne zaburzenia pozapiramidowe i zaburzenia czynności ruchowych           |
| ICD-10: G25.0 | Drżenie samoistne                                                         |
| ICD-10: G25.1 | Drżenie polekowe                                                          |
| ICD-10: G25.2 | Inne określone formy drżenia                                              |
| ICD-10: G25.3 | Mioklonia                                                                 |
| ICD-10: G25.4 | Pląsawica polekowa                                                        |
| ICD-10: G25.5 | Inna pląsawica                                                            |
| ICD-10: G25.6 | Polekowe i inne tiki pochodzenia organicznego                             |
| ICD-10: G25.8 | Inne określone zaburzenia pozapiramidowe i zaburzenia czynności ruchowych |
| ICD-10: G25.9 | Zaburzenia pozapiramidowe i zaburzenia czynności ruchowych, nieokreślone  |
| ICD-10: R25   | Zaburzenia ruchów mimowolnych                                             |
| ICD-10: R25.0 | Zaburzenia poruszania głową                                               |
| ICD-10: R25.1 | Drżenie, nieokreślone                                                     |
| ICD-10: R25.2 | Kurcz i spazm                                                             |
| ICD-10: R25.3 | Drżenie pęczkowe mięśni                                                   |
| ICD-10: R25.8 | Inne i nieokreślone zaburzenia ruchów mimowolnych                         |